# Ebles de Saignes
Eble de Saignes ou Eble de Sanha en occitan est un troubadour auvergnat de langue occitane du XIIe siècle.

## Biographie

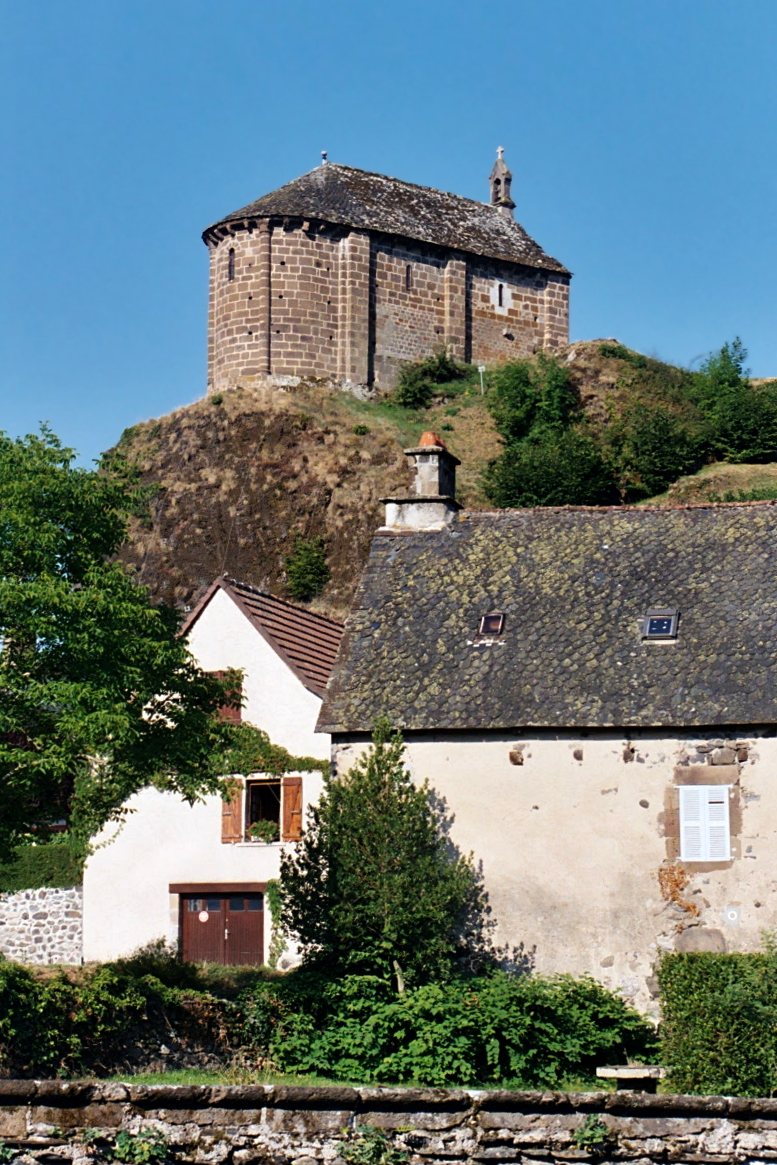
Chapelle seigneuriale de Saignes.

Issu de la noblesse de Haute-Auvergne, il est parfois relié à la famille d'Apchon mais la plupart des sources le montrent comme originaire de Saignes dont il est le seigneur, non loin de Mauriac.
Les textes lui donnent pour titre de noblesse comtor, titre retrouvé uniquement en Auvergne, peut-être issu d'une fonction aristocratique d'époque carolingienne, mais que l'on peut également rapprocher du Comitor catalan.
Un autre troubadour auvergnat, Peire d'Alvernha, écrit à son propos une satire virulente dans son Chantarai d'aquestz trobadors. Tous deux font partie de l'école des troubadours auvergnats, cette dernière se différenciant nettement de celles de Languedoc, Provence ou Aquitaine. Malgré cette relative proximité géographique mais également dans le cadre littéraire, il semble que Peire d'Alvernha ne le connait que brièvement. Dans son texte Peire le décrit comme un bagarreur, incapable d'aimer, plein d'orgueil et dont les chansons donnent mal aux dents.

« E’nn Ebles de Sagna·l dezes, a cuy anc ben d’amor non pres, 	 	si tot se canta de coyden ; vilanetz es e fals pages, e ditz hom que per dos poges, sai se logua e lai si ven. »

— Peire d'Alvernha

#### Ouvrages
- Roger Teulat, Anthologie des troubadours du Cantal, éditions Ostal del Libre / Institut d'études occitanes, Aurillac, 2005,  (ISBN 978-2951625822).

- François Pirot, Le troubadour Eble de Saignes (avec des notes sur Eble de Ventadour et Eble d'Ussel), in Mélanges de langue et de littérature médiévales offerts Pierre Le Gentil, Besançon, 1973, p. 641-660.
- Duc de la Salle de Rochemaure, Les troubadours cantaliens -Tome I. Lire en ligne.